# Рыбное (Запорожская область)
Рыбное (укр. Рибне) — село,
Успеновский сельский совет,
Гуляйпольский район,
Запорожская область,
Украина.
Код КОАТУУ — 2321887507. Население по переписи 2001 года составляло 34 человека.

## Географическое положение
Село Рыбное находится на левом берегу реки Янчур,
выше по течению на расстоянии в 2 км расположено село Успеновка,
ниже по течению на расстоянии в 1 км расположено село Першотравневое (Покровский район),
на противоположном берегу — село Красногорское.